# Allerheiligenstriezel
L'Allerheiligenstriezel, ou simplement Strietzel (les noms régionaux comprennent Allerseelenzopf, Seelenspitze, Seelenbrot, ou Allerseelenbreze) est une pâtisserie tressée à base de levure. En français, son nom signifie « tresse de la Toussaint ». Elle se compose de farine, d'œufs, de levure, de graisse alimentaire ou de beurre, de raisins secs, de lait, de sel et de sucre décoratif ou de graines de pavot. Certaines variantes régionales incluent également du rhum ou du jus de citron.
Le mot Strietzel est dérivé du moyen haut allemand Strutzel, Strützel, lui-même issu du vieux haut allemand Struzzil. Son origine est floue. Allerheiligen signifie « Toussaint » en allemand.

## Histoire
La première mention connue du Striezel sous la forme de Heiligenstriezel provient d'un Nachrichten Buch (litt. « nouvelle ») de Saxen, en Haute-Autriche. Les premières versions de ce pain n'étaient pas tressées et étaient faites d'une simple pâte de blé avec des œufs, de la graisse et du miel. Plus tard, des pains tressés plus compliqués sont devenus habituels. En 1840, Der Österreichische Zuschauer décrit une coutume parmi les Viennois d'échanger les pains tressés le jour de la Toussaint. En 1929, la maîtrise de différents types de tressage a été ajoutée au règlement de l'examen de maîtrise des boulangers en Haute-Autriche.

## Traditions

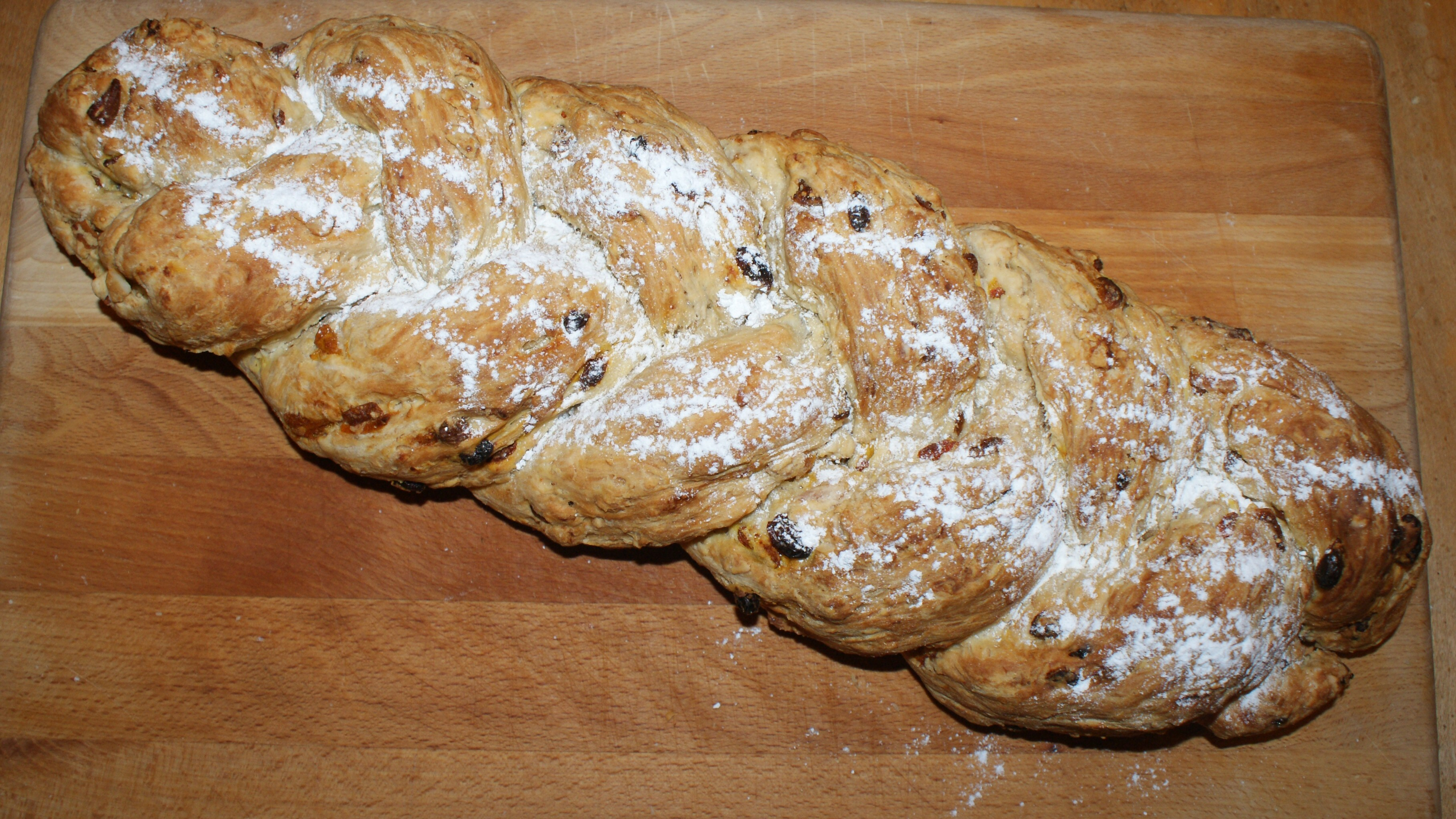
Un Strietzel de Noël non glacé avec des raisins secs et des amandes effilées, saupoudré de sucre glace.

En Autriche et en Bavière, il est offert aux filleuls par leurs parrains pour la Toussaint. Cette tradition trouve son origine dans les anciens cultes funéraires dans lesquels le deuil s'exprimait par la coupe des cheveux tressés d'une femme. Au XIXe siècle, il était courant d'offrir cette sorte de gâteau riche aux pauvres, en raison d'une description de l'écrivain vernaculaire autrichien (Styrie) Peter Rosegger. Surtout pour les enfants des zones rurales, le cadeau représentait une compensation pour la mauvaise nourriture et les périodes de disette tout au long de l'année. La superstition selon laquelle la chance de l'année à venir dépend de la réussite de la pâtisserie était également répandue (surtout à Linz). Si la levure ne fonctionnait pas et que la pâte ne levait pas, le désastre ou la mort étaient censés suivre. Une autre pratique des jeunes hommes consistait à se moquer des femmes célibataires en leur offrant des Striezel en paille.
À Dresde, le gâteau est désormais généralement appelé Dresdner [Christ]stollen, le Stollen étant un gâteau allemand non apprêté dont la recette est similaire. Cependant, son nom dans la ville était autrefois Dresdner Striezel, et à partir de 1434, il a donné son nom au Dresdner Striezelmarkt. Un gâteau de ce nom est encore (2014) cuit à Dresde comme spécialité de Noël. 